# Roy Glenwood Spurling
Roy Glenwood Spurling (ur. 6 września 1894 w Centralii w stanie Missouri, zm. 7 lutego 1968 w La Jolla w Kalifornii) – amerykański neurochirurg kojarzony przede wszystkim z opisanym przez niego objawem Spurlinga.
Roy Spurling studiował na Uniwersytecie Missouri oraz na Harvard Medical School, gdzie zdobył tytuł doktora nauk medycznych. Staż zdobywał w Peter Bant Brigham Hospital pod okiem słynnego Harveya Cushinga, który namówił go do specjalizowania się w  neurochirurgii. W 1925 został konsultantem neurochirurgicznym w Louisville General Hospital. Powołał do istnienia wydział neurochirugiczny na uniwersytecie medycznym w Louisville i sprawował nad nim pieczę do 1960 roku. Utworzył również Amerykańskie Stowarzyszenie Neurochirurgiczne w 1931 roku, którego prezesem został trzy lata później. Ponadto był jednym z założycieli oraz późniejszym prezesem Amerykańskiej Komisji Neurochirurgicznej. W 1935 opublikował książkę Practical Neurological Diagnosis, with Special Reference to Problems of Neurosurgery.
Podczas II wojny światowej był ordynatorem oddziału neurochirurgii w Walter Reed General Hospital oraz zorganizował poradnię neurochirugiczną dla Armii Stanów Zjednoczonych. Został wysłany do Londynu w marcu 1944 w celu przejęcia odpowiedzialności za rozwój i działanie neurochirurgii na europejskich polach II wojny światowej. Podczas wojny został redaktorem pisma Journal of Neurosurgery, którego konsultantem pozostawał aż do końca życia. Po wojnie, w czasie powrotu do domu, na prośbę żony generała Pattona, został wezwany z powrotem do Europy, by zajął się jej mężem, który uległ ciężkiemu wypadkowi samochodowemu.
Został uhonorowany doktoratem honoris causa na Uniwersytecie Missouri oraz uzyskał tytuł Distinguished Professor of Neurological Surgery na Uniwersytecie Louisville.